# Ley de Curie-Weiss
La ley de Curie-Weiss describe la susceptibilidad magnética de un ferromagneto en la región paramagnética sobre el punto de Curie, o, en general, en un material casi idealmente paramagnético en el que las interacciones entre momentos magnéticos hacen que se desvíe de la ley de Curie:
{\displaystyle \chi ={\frac {C}{T-T_{\rm {C}}}}}

## Simbología
| Símbolo                            | Nombre                                               | Unidad   |
| ---------------------------------- | ---------------------------------------------------- | -------- |
| {\displaystyle B_{0}}              | Campo magnético                                      | T        |
| {\displaystyle B_{E}}              | Campo de intercambio (Ing. Exchange)                 | T        |
| {\displaystyle M_{I}}              | Magnetización inducida                               | T        |
| {\displaystyle n}                  | Densidad de número                                   | m-3      |
| {\displaystyle T}                  | Temperatura absoluta                                 | K        |
| {\displaystyle T_{0}}              | Temperatura de Curie-Weiss                           | K        |
| {\displaystyle T_{0}'}             | Temperatura de Curie-Weiss (En punto de Curie menor) | K        |
| {\displaystyle T_{\rm {C}}}        | Temperatura de Curie (Constante de Curie-Weiss)      | K        |
| {\displaystyle T_{\rm {N}}}        | Temperatura de Néel                                  | K        |
| {\displaystyle \rho }              | Densidad                                             | kg / m3  |
|                                    | Constantes                                           |          |
| {\displaystyle C}                  | Constante de Curie                                   | K        |
| {\displaystyle C'}                 | Constante de Curie (En punto de Curie menor)         | K        |
| {\displaystyle C_{\mathrm {mol} }} | Constante de Curie molar                             | m3 / mol |
| {\displaystyle M}                  | Masa molar                                           | kg / mol |
| {\displaystyle N_{\rm {A}}}        | Constante de Avogadro                                | mol-1    |
| {\displaystyle \lambda }           | Constante de Weiss                                   |          |
| {\displaystyle \gamma }            | Exponente crítico                                    |          |
| {\displaystyle \mu _{0}}           | Permeabilidad magnética al vacío                     | T m / A  |
| {\displaystyle \mu _{\rm {B}}}     | Magnetón de Bohr                                     | J / T    |
|                                    | Susceptibilidad                                      |          |
| {\displaystyle \alpha }            | Susceptibilidad magnética (En punto de Curie mayor)  |          |
| {\displaystyle \alpha '}           | Susceptibilidad magnética (En punto de Curie menor)  |          |
| {\displaystyle \chi }              | Susceptibilidad magnética                            |          |
| {\displaystyle \chi _{m}}          | Susceptibilidad magnética molar                      |          |
| {\displaystyle \chi _{p}}          | Susceptibilidad paramagnética                        |          |

## Descripción
|               | 1                                                                                         | 2                                                                                         | Ley de Curie                                                         | 3                                                                    | 4                                                |
| ------------- | ----------------------------------------------------------------------------------------- | ----------------------------------------------------------------------------------------- | -------------------------------------------------------------------- | -------------------------------------------------------------------- | ------------------------------------------------ |
| Ecuaciones    | {\displaystyle \mathbf {M} _{I}=\chi _{p}\ (\mathbf {B} _{0}+\mathbf {B} _{E})}           | {\displaystyle \mathbf {B} _{E}=\lambda \ \mathbf {M} _{I}}                               | {\displaystyle \chi _{p}={\frac {C}{T}}}                             | {\displaystyle \chi ={\frac {M_{I}}{B_{0}}}}                         | {\displaystyle T_{\rm {C}}=C\ \lambda }          |
| Sustituyendo  | {\displaystyle \mathbf {M} _{I}=\chi _{p}\ (\mathbf {B} _{0}+\lambda \ \mathbf {M} _{I})} | {\displaystyle \mathbf {M} _{I}=\chi _{p}\ (\mathbf {B} _{0}+\lambda \ \mathbf {M} _{I})} |                                                                      |                                                                      |                                                  |
| Módulo        | {\displaystyle M_{I}=\chi _{p}\ (B_{0}+\lambda \ M_{I})}                                  | {\displaystyle M_{I}=\chi _{p}\ (B_{0}+\lambda \ M_{I})}                                  |                                                                      |                                                                      |                                                  |
| Despejando    | {\displaystyle {\frac {M_{I}}{B_{0}}}={\frac {\chi _{p}}{1-(\chi _{p}\ \lambda )}}}       | {\displaystyle {\frac {M_{I}}{B_{0}}}={\frac {\chi _{p}}{1-(\chi _{p}\ \lambda )}}}       |                                                                      |                                                                      |                                                  |
| Sustituyendo  | {\displaystyle [\chi ]={\frac {[C\ /\ T]}{1-([C\ /\ T]\ \lambda )}}}                      | {\displaystyle [\chi ]={\frac {[C\ /\ T]}{1-([C\ /\ T]\ \lambda )}}}                      | {\displaystyle [\chi ]={\frac {[C\ /\ T]}{1-([C\ /\ T]\ \lambda )}}} | {\displaystyle [\chi ]={\frac {[C\ /\ T]}{1-([C\ /\ T]\ \lambda )}}} |                                                  |
| Simplificando | {\displaystyle \chi ={\frac {C}{T-(C\ \lambda )}}}                                        | {\displaystyle \chi ={\frac {C}{T-(C\ \lambda )}}}                                        | {\displaystyle \chi ={\frac {C}{T-(C\ \lambda )}}}                   | {\displaystyle \chi ={\frac {C}{T-(C\ \lambda )}}}                   |                                                  |
| Sustituyendo  | {\displaystyle \chi ={\frac {C}{T-T_{\rm {C}}}}}                                          | {\displaystyle \chi ={\frac {C}{T-T_{\rm {C}}}}}                                          | {\displaystyle \chi ={\frac {C}{T-T_{\rm {C}}}}}                     | {\displaystyle \chi ={\frac {C}{T-T_{\rm {C}}}}}                     | {\displaystyle \chi ={\frac {C}{T-T_{\rm {C}}}}} |

{\displaystyle \chi ={\frac {C}{T-T_{\rm {C}}}}}
La susceptibilidad tiene un punto singular en ({\displaystyle T=T_{\rm {C}}}). A esta temperatura y por debajo de ella existe magnetización espontánea.
Naturalmente, todas aquellas familias de compuestos magnéticos en las que la descripción como espín aislado sea fundamentalmente errónea no pueden ser bien descritas por la ley de Curie-Weiss en ningún rango de temperaturas. Incluso cuando el material responde a las condiciones de la definición, en muchos sistemas, la ley de Curie-Weiss no describe adecuadamente la susceptibilidad en la vecindad inmediata del punto de Curie, porque está basada en una aproximación de campo medio. Una descripción mejor del comportamiento crítico la puede dar:
{\displaystyle \chi \sim {\frac {1}{(T-T_{\rm {C}})^{\gamma }}}}
Sin embargo, a temperaturas ({\displaystyle T\gg T_{\rm {C}}}) la expresión de la ley de Curie-Weiss sí que es aplicable, si ({\displaystyle T_{\rm {C}}}) representa una temperatura algo mayor que la temperatura de Curie real. Algunos autores llaman a esta ({\displaystyle T_{\rm {C}}}) efectiva la constante de Curie-Weiss, ya que ({\displaystyle C\lambda =T_{\rm {C}}}), entonces:
{\displaystyle {\text{(Constante de Curie)(Constante de Weiss)}}={\text{Constante de Curie-Weiss}}}
La ley de Curie-Weiss es también aplicable a materiales que presentan antiferromagnetismo en temperaturas mayores a la temperatura de Néel ({\displaystyle T_{\rm {N}}}). En este caso, la constante ({\displaystyle T_{\rm {C}}}) en la fórmula anterior es negativa y su módulo es del orden cercano a la temperatura de Néel ({\displaystyle T_{\rm {N}}}).
La relación entre la polarizabilidad de un ferroeléctrico y su temperatura ({\displaystyle T}) en la vecindad de la temperatura de Curie puede a su vez ser descrita por la fórmula semejante a la ley de Curie-Weiss:
{\displaystyle \alpha ={\frac {C}{T-T_{0}}}}
donde ({\displaystyle C}) y ({\displaystyle T_{0}}) dependen del tipo de material ferroeléctrico del que se trate. ({\displaystyle T_{0}}) recibe el nombre de Temperatura de Curie-Weiss y tiene un valor muy cercano a la temperatura de Curie ({\displaystyle T_{\rm {C}}}).
En caso de que existan dos puntos de Curie, entonces en la cercanía de cada uno de ellos en la fase no polar se aplica esta misma ley. Cerca del punto de Curie mayor la ley se aplica de la manera antes mencionada y cerca del punto menor la ley se aplica de la forma:
{\displaystyle \alpha '={\frac {C^{\prime }}{T_{0}^{\prime }-T}}}
La constante de Curie ({\displaystyle C}) es específica de cada material, se define, relativa al volumen, como:
{\displaystyle C={\frac {n\ \mu _{0}\ (\mu _{\rm {B}})^{2}}{3\ k_{\rm {B}}}}}
y como cantidad molar, como
{\displaystyle C_{\mathrm {mol} }={\Bigl (}{\frac {M}{\rho }}{\Bigr )}C={\frac {N_{\rm {A}}\ \mu _{0}\ (\mu _{\rm {B}})^{2}}{3\ k_{\rm {B}}}}}
De esta forma, una forma alternativa de escribir la ley de Curie-Weiss es:
{\displaystyle \chi _{m}=N_{\rm {A}}\left(\alpha '+{\frac {\mu _{0}\ (\mu _{\rm {B}})^{2}}{3\ k_{\rm {B}}\ T}}\right)}